# Alfred Robb
Alfred Arthur Robb, também conhecido como Alfred A. Robb FRS (Belfast, 18 de janeiro de 1873 — Castlereagh, 14 de dezembro de 1936) foi um físico britânico.
Robb estudou na Queen's University of Belfast e no St John's College (Cambridge). Foi em seguida para a Universidade de Göttingen, onde obteve um doutorado com uma tese sobre o efeito Zeeman, orientado por Woldemar Voigt. Também trabalhou sob a supervisão de Joseph John Thomson no Laboratório Cavendish. Recebeu a Croix de Guerre, e em 1921 tornou-se fellow da Royal Society.
É conhecido por suas quatro publicações sobre a relatividade especial (1911, 1914, 1921, 1936), desenvolvendo o formalismo espaço-tempo da teoria de uma forma geométrico-axiomática. Robb foi por isto algumas vezes referenciado como o "Euclides da relatividade".

## Publicações
- Robb, Alfred (1911). Optical geometry of motion, a new view of the theory of relativity. Cambridge: Heffner & Sons
- Robb, Alfred (1914). A theory of time and space. Cambridge: University Press
- Robb, Alfred (1921). The absolute relations of time and space. Cambridge: University Press
- Robb, Alfred (1936). Geometry Of Time And Space. Cambridge: University Press